# Sebastian Till Braun
Sebastian Till Braun (* 1. Oktober 1978 in Euskirchen) ist ein deutscher Ökonom.

## Leben
Er erwarb 2001 das Vordiplom in Wirtschaftswissenschaften an der Universität Hamburg, 2003 den BSc in Wirtschaftswissenschaften an der University of St Andrews, 2005 den Diplom-Volkswirt an der Humboldt-Universität zu Berlin und 2009 den Dr. rer. pol. an der Humboldt‐Universität zu Berlin bei Michael C. Burda. Er ist seit 2018 Professor für Volkswirtschaftslehre (W3), insb. Quantitative Wirtschaftsgeschichte, an der Universität Bayreuth.
Seine Forschungsschwerpunkte sind Arbeitsmarktökonomie, Internationale Wirtschaft und Wirtschaftsgeschichte.

## Schriften (Auswahl)
- International trade and labour markets. Berlin 2009.
- mit Gregor Singer: Greasing the wheels of the labor market? Immigration and worker mobility. Kiel 2012.
- mit Henning Weber: How do regional labor markets adjust to immigration? A dynamic analysis for post-war Germany. Kiel 2016.
- mit Anica Kramer und Michael Kvasnicka: Local Labor Markets and the Persistence of Population Shocks. Essen 2017.